# Rubia galega
La rubia galega és una raça bovina espanyola autòctona de Galícia, criada principalment a les províncies de Lugo i la Corunya.

## Descripció
La rubia galega (pèl-roja gallega en gallec) té un format mitjà i proporcionat, tòrax profund, llarg i arquejat; dors i lloms amples, plànols i musculats i les cuixes, natges i cames, convexes, llargues i descendides. L'esquelet és robust, fort i ben desenvolupat. Totes aquestes condicions coincideixen amb la conformació generalment llarga, profunda, amb amplària dels animals especialitzats en producció càrnia. El color fonamentalment és el pèl-roig o canyella (capa teixa), admetent-se oscil·lacions que van des del clar o marelo al fosc o vermell. Les mucoses rosades i les peülles i les banyes de color clar, des del blanc el castanyer, amb algun enfosquiment en les puntes.
El seu pes és d'entre 450 i 500 kg; el seu pelatge és de color ros més o menys clar. Les seves mucoses són sempre rosades, característica típica d'aquesta raça de vaca. Productora de carn.

## Sorgiment
Entre els anys 1840 i 1892, el desenvolupament econòmic sorgit a Anglaterra arran de la Revolució Industrial va generar un mercat ramader més favorable a Galícia que el tradicional mercat castellà
Aquest comerç amb Anglaterra es realitzava directament a través dels ports de La Corunya, Carril i Vigo, i indirectament a través de Portugal pels passos fronterers de A Guarda, Tui, Salvaterra de Miño, Pontebarjas, Verín i Cambados; una vegada a Portugal, el bestiar era enviat a Anglaterra a través del port de Porto.
Els ports gallecs també tenien comerç amb Gibraltar i altres ports mediterranis. Aquesta circumstància va condicionar, segons aquests autors, que Galícia fos l'única regió d'Espanya que tenia un important comerç de bestiar boví amb Anglaterra, de forma continuada, a més del comerç que seguia mantenint amb Castella.
No obstant això, al març de 1892 es va suspendre definitivament el comerç amb Anglaterra, com a resultat del desenvolupament dels vaixells frigorífics i la creació de noves vies comercials amb Amèrica del Nord i Argentina, suposant un gran daltabaix econòmic per a nombroses famílies gallegues.
La producció de vedells precoços i fins va exigir llavors la necessitat de millorar la vaca rústica i la selecció dels sementals. La solució adoptada va ser la d'introduir altres races per millorar la rubia galega. Així, durant els segles XIX i principis del XX, es van succeir les importacions de sementals de les races durham, angus, hereford, schwytz, simmental, etc., amb la qual cosa es va produir la pèrdua de la unitat racial. Cal tenir en compte que els primers llibres genealògics van sorgir per iniciativa anglesa. El primer d'ells va aparèixer a la fi del segle xviii (1791) encara que el seu desenvolupament va tenir lloc al segle següent.
Per al bestiar boví va sorgir el 1822 per a la raça shorthorn, per a la raça frisona neerlandès es va iniciar el 1875. Aquests primers llibres genealògics només contenien informació sobre el pedigrí dels animals, però durant la segona meitat del segle xix, es van ser incorporant els controls d'aptitud i rendiment.
El 'Primer Congrés Agrícola i Ramader' celebrat a Espanya, va tenir lloc a Lugo el 1906. En ell es va establir la necessitat de realitzar una selecció científicament dirigida. El 1916 Rof Codina va publicar una monografia en la qual s'estudia la raça rubia galega distingint dues varietats: de les valls i de la muntanya. L'any 1933 la 'Direcció general de Ramaderia' va publicar el 'Reglament Oficial de Llibres Genealògics' i es va establir l'estàndard de la raça rubia galega.
La labor de selecció realitzada durant aquests anys va produir un important avanç. Així, el pes mitjà dels sementals presentats a concurs en 1913 era d'uns 600 kg, mentre que en 1950 en la fira del Camp de Madrid va ser de 984 kg.
El Pla Agrícola de Galícia, va suposar la creació del Servei de Millora de prats i explotacions de bestiar lleter l'any 1948, iniciant-se la millora de la raça aplicant un programa basat en un criteri més ampli del concepte de raça, la creació de 'Cercles de Control i Registre Genealògic' i la utilització de sementals selectes. Malgrat la seva bona orientació, i sense haver tingut en compte els resultats obtinguts durant els 10 anys d'aplicació, es va abandonar la selecció d'aquesta raça en puresa i es van importar exemplars de la raça South Devon, proposant-se que actués com a millorant de la rubia galega per encreuament d'absorció.
El 1955 es va crear la Junta Coordinadora de la Millora Ramadera i es va organitzar una Delegació Tècnica per a la raça rubia galega, aquesta Delegació va aprovar un pla de selecció en puresa amb el qual es pretenia aconseguir una millor conformació i rendiment de la canal i una producció lletera acceptable. Tot això es pretenia fer-ho compatible amb una petita capacitat de treball demandada per la petita empresa agrícola.
L'aprovació oficial del Reglament de Llibres Genealògics i Comprovació de Rendiments del bestiar pel Ministeri d'Agricultura d'Espanya l'any 1960 va donar lloc a l'elaboració de les Normes Reguladores del Llibre Genealògic i Comprovació de Rendiments del bestiar boví de la raça rubia galega, que va aparèixer el 1969 i que tenia la finalitat de mantenir la puresa de la raça mitjançant selecció, perfeccionar la seva conformació, millorar els seus rendiments, conservar la seva rusticitat i desenvolupar la seva precocitat, alhora que organitzava i dirigia el seu procés selectiu i afavoria la seva difusió.
Els oblits i desatencions d'èpoques anteriors es van transformar en un interès manifest i van sorgir les vendes-exposicions de bestiar selecte per a l'elecció de reproductors, l'esquema de valoració genètic-funcional de toros joves, la categoria de l'estació pecuària regional de Lugo com a centre nacional de selecció i reproducció animal dedicat a la raça rubia galega, la dedicació d'un dipòsit de reproductors selectes en Fuentefiz (avui dedicat a la conservació de les brunes del nord-oest, en perill d'extinció) i sobretot, la renovació de les normes reguladores dels llibres genealògics de 1973, en les quals es configuren les associacions de criadors de bestiar selecte, com a ens sorgits entre els propis ramaders per participar en la millora del seu bestiar.